# حاسوب مكتبي

رسمة توضيحية للحاسوب المكتبي

الحاسوب المكتبي هو الحاسوب الذي يُعمل عليه بشكل متوصل في مكان ثابت, خلافاً للحاسوب المحمول والحاسوب النقّال. قبل الانتشار الواسع للمعالج الصغري كان أي حاسوب يساع على مكتب يعتبر حاسوباً صغيراً جداً. وحاليا يعطى هذا الاسم لأنواع محددة من صناديق الحاسوب. وهذه الصناديق تأتي بأحجام مختلفة, من أبراج طويلة إلى علب صغيرة يمكن وضعها خلف الشاشة. والعبارة «حاسوب مكتبي» كان يقصد بها صندوق الحاسوب الأفقي, وفي العادة تكون الشاشة فوقه لتوفير المكان. والحواسيب المكتبية الحالية تفصل بين صندوق الحاسوب ولوحة المفاتيح بدلا من أن تكون علبة واحدة مثل ما كانت في الماضي. وهناك نوع خاص من الحواسيب المكتبية وهو الحاسوب السينمائي, الذي يحوي لوحة تحكم أمامية للتحكم بالصورة و الصّوت. يباع بشكل منفصل.

## اقرأ أيضًا
- سطح المكتب عن بعد